# Elsa-Britta Wik
Elsa-Britta Wik, född Ahlstrand 6 juli 1928 i Stockholm, är en svensk textilkonstnär.
Hon är dotter till bergsingenjören Mauritz Ahlstrand och Signe Johansson och från 1950 gift med sjöofficeren Karl-Erik Wik. Hon studerade vid konstfackskolan 1948–1953 med avbrott för en termins praktik vid ett textilföretag i Nederländerna. Efter studierna arbetade hon textillärare 1953–1961 och som teckningslärare 1961–1963. Vid en mönstertävling arrangerad av Wahlbecks industrier i Linköping 1956 kom hennes mönsterförslag på tredje plats. Bland hennes offentliga arbeten märks en ridå till samlingssalen i Västerhaninge kyrka, finväven Vid foten av kunskapens träd för Västerhaninge skolstyrelse samt finväven Genom tiderna för Västerhaninge församlingshem. Hennes konst består huvudsakligen av inredningstextilier som hon själv utförde samt mönsterkomposition för textilindustrin.